# Ogovia hesperia
Ogovia hesperia là một loài bướm đêm trong họ Noctuidae.